# Sínodo de Castielfabib
El sínodo de Castiefabib fue una asamblea de clérigos que se realizó a mediados del siglo XIV (1358) en la villa de Castielfabib, provincia de Valencia (Comunidad Valenciana, España)

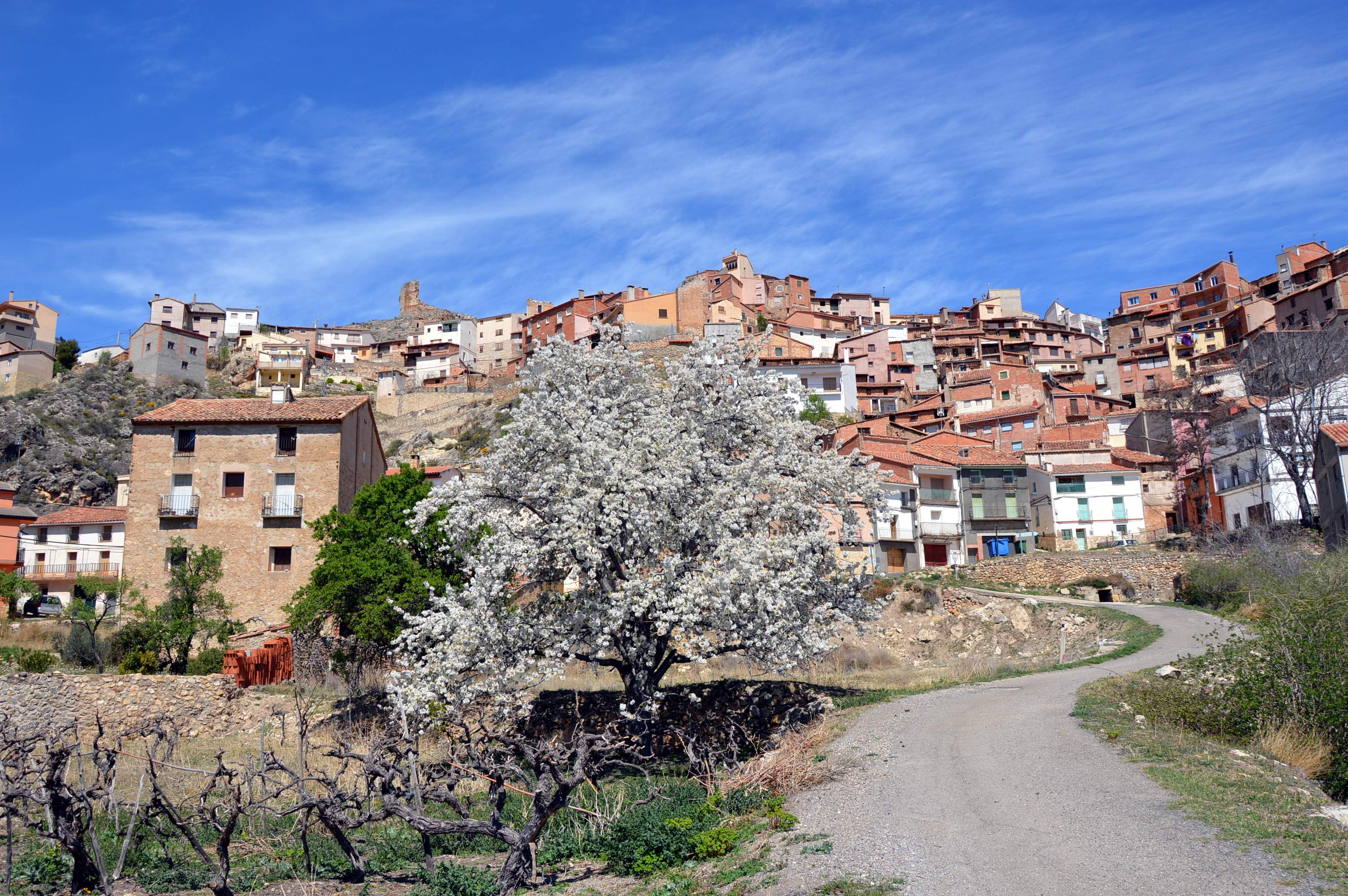
Vista parcial (suroriental) de Castielfabib, desde la «Vega Zaragoza» (2016)

Convocado por el obispo Elías de Perigueux, primer prelado segorbino elegido directamente por un Papa -Inocencio VI-: se celebró en la primavera de 1358, entre el 23 y el 28 de mayo.---

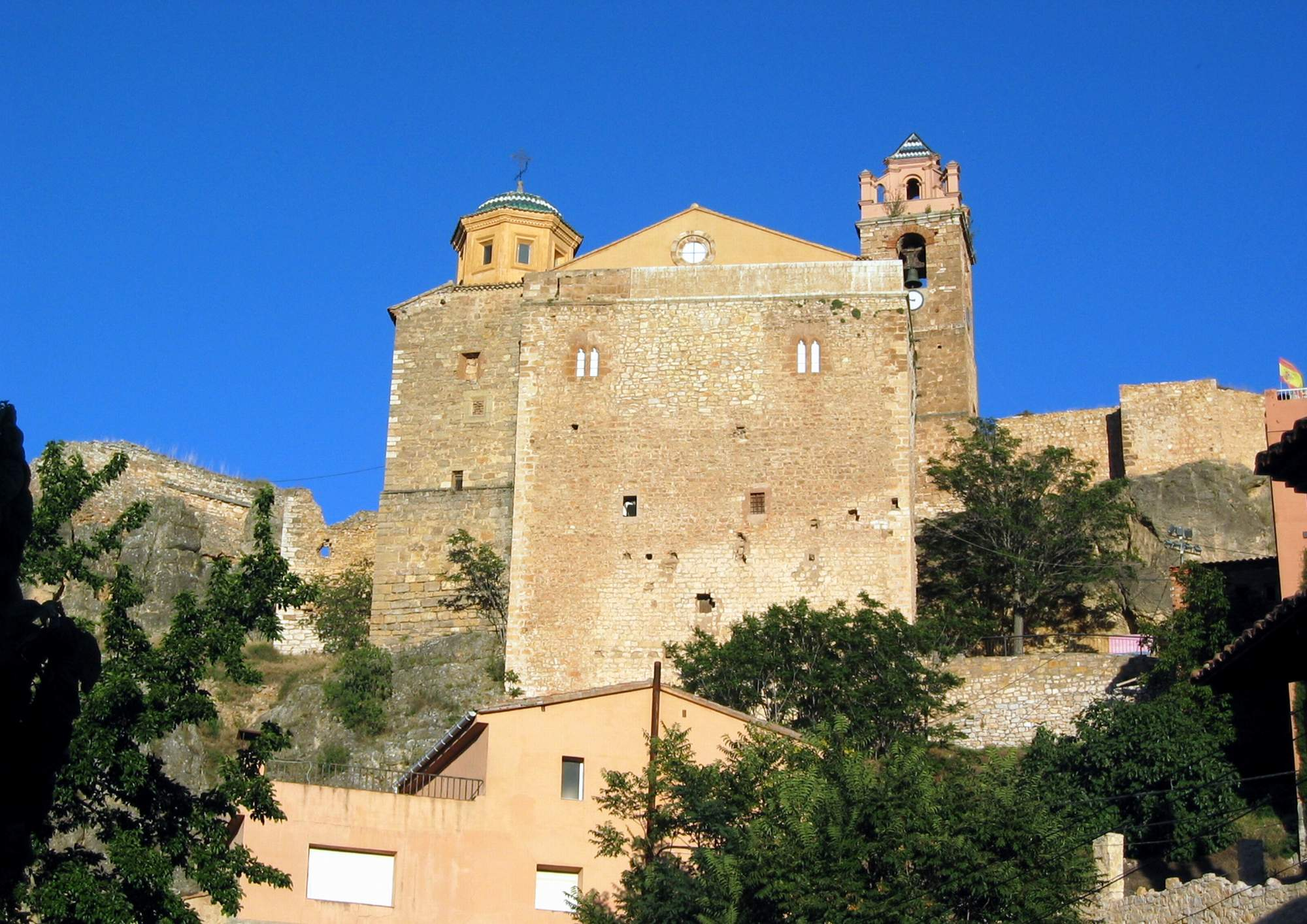
Vista frontal (noroccidenal) de la Iglesia-fortaleza de Nuestra Señora de los Ángeles (2013)

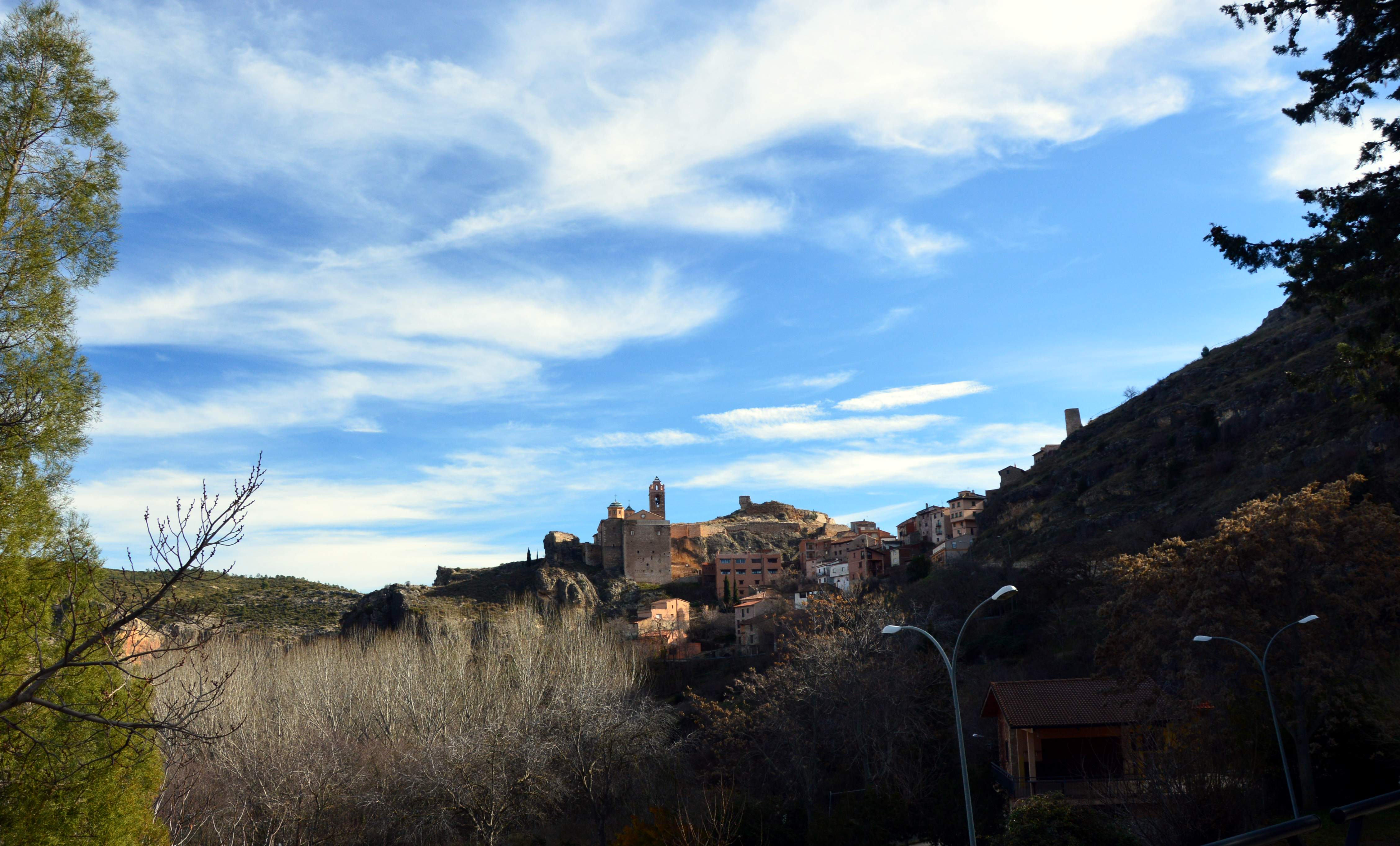
Vista parcial (noroccidental de Castielfabib (Valencia), desde la Ermita de la Virgen de Gracia (2018)

## Contexto histórico
El nombramiento de Elías de Perigueux por el Papa Inocencio VI tuvo lugar en abril de 1357.
Hasta ese momento, los pontífices solo usaban de su derecho a nombrar obispos en circunstancias especiales. Según razona Aguilar (1880), lo que llevó a los pontífices a reservarse el derecho de nombrar prelados fue «la secularización de los cabildos catedrales, la influencia que en ellos ejercían los reyes y magnates, y los conflictos que de ahí nacían».
El nuevo obispo procedía de la corte pontificia de Aviñón y en cuanto tomó posesión de la silla de Segorbe se puso a trabajar:

«[...], trabajó con tanto celo por la diócesis, que sacó en el mismo año ejecutorias de sentencias dictadas en su favor, y se vino á Segorbe para ponerlas en planta. Restableció el antiguo arcedianato de Alpuente, cuyos frutos todavía se llevaba Valencia; puso en Alcublas un vicario para comodidad de los vecinos, hasta entonces obligados á acudir á Altura, dotándolo con la renta de nueve cahices de trigo, cuatro tomados de la primicia de Altura y cinco pagados por los alcublanos; y fundó en nuestra catedral el oficio de arcipreste, dotándolo con parte de las primicias recobradas de Altura».
Noticias de Segorbe y de su obispado por un sacerdote de la diócesis , Francisco de Asís Aguilar

Al año siguiente de su nombramiento convocó Sínodo diocesano en Castielfabib, villa situada en el pre-Rincón de Ademuz, punto de confluencia de la doble diócesis. Se desconoce el motivo por el que eligió esta localidad, pero no parece resultar casual que se produjera en un breve periodo de paz que hubo en la primera fase de las  Guerras castellano-aragonesas (1356-1361):

«Quizás aprovechando este intervalo bélico, el clérigo francés no quiso “beneficiar” a ninguna sede, escogiendo un lugar intermedio. A la vez, era una forma de mostrar la jurisdicción y autoridad de la iglesia de Segorbe sobre la actual comarca de los Serranos que, desde 1347 a 1351, la Santa Sede le había otorgado, pero que el prelado valentino había retenido hasta 1355 una parte de las poblaciones, no devolviendo la totalidad hasta 1360».
La diócesis de Segorbe-Albarracín, Helios Borja Cortijo

En los años previos a las primeras hostilidades entre Aragón y Castilla se realizaron ciertas obras en el castillo de Castielfabib (1349-1352); del volumen de las actuaciones cabe deducir que la fortaleza se hallaba muy deteriorada, al menos en algunas de sus partes. Asimismo, sabemos que en aquel momento histórico el alcaide del castillo de Castielfabib era Pedro López Despejo, al que con fecha 16 de febrero de 1358 se le asignan mil sueldos por la tenencia del castillo en la guerra con Castilla.
La diócesis de Albarracín y Segorbe -Segobricensis et Sanctae Mariae de Albarrazino-, unida desde 1259, por bula de Alejandro IV (1254-61), contaba con dos templos catedralicios, pudiendo sus canónigos y prelado residir indistintamente en una u otra ciudad, aunque constituyendo un solo capítulo y con las mismas obligaciones y derechos.- Respecto del momento histórico, se produjo en el intervalo de una pequeña tregua que se dio al comienzo de las disputas entre Aragón y Castilla, la denominada Guerra de los Dos Pedros (1356-1369): contencioso entre reinos que se desarrolló en varias fases, inscritas en otros conflictos contemporáneos más amplios.-

## Historia
El objetivo de los sínodos episcopales era «asentar los principios jurídicos de la organización eclesiástica, para otorgar normas contra los errores procedentes de las comunidades judía y musulmana, y para instrucción del clero siguiendo las orientaciones pastorales».-
El primer sínodo de la diócesis de Albarracín y Segorbe tuvo lugar en Albarracín -el 13 de abril de 1320-, y fue convocado por el obispo fray Sancho d`Ull (1319-1356). Su interés radica en que apenas hacía unos meses que Segorbe había pasado a depender de Zaragoza, elevada a metropolitana en julio de 1319. El segundo sínodo fue convocado por el mismo obispo en Segorbe –el 18 de octubre de 1323-: su contenido capitular es similar al primero -lo que evidencia su incumplimiento-; se refiere a la «reforma de la disciplina eclesiástica y la corrección de los fieles». El tercero es el Sínodo de Castielfabib, convocado por Elías de Perigueux: su contenido se refiere a «revalorizar las primitivas (Constituciones), mejorar la administración diocesana y dar mayor esplendor al culto catedralicio»; de facto, sus «nueve constituciones [...] reúnen las de los anteriores sínodos», reincidiendo «en la disciplina eclesiástica» y prohibiendo «prácticas religiosas musulmanas en las iglesias».-
Una de las particularidades de este sínodo diocesano es que se desarrolló a lo largo de cinco días (entre el 23 y el 28 de mayo), cuando lo habitual hasta entonces era que se resolvieran en una jornada -tiempo a todas luces insuficiente para tratar en profundidad y con detalle de los asuntos de la diócesis-; del hecho de que durase tantos días se deduce que el prelado «se tomó muy en serio su labor de renovación».
El sínodo incluye nueve constituciones, «que reúnen las de los anteriores sínodos, reincide en la disciplina eclesiástica y prohíbe prácticas religiosas musulmanas en las iglesias». Los capítulos (I y II) del «Sínodo de Castielfabib» que el historiador eclesiástico Villanueva considera «dignos de referirse á la letra» dicen del aseo, el vestido y otras cuestiones relativas a la disciplina del clero, entendiendo que quizá andaba relajada:

«De cetero, dice, omnes clerici in sacris ordinibus constituti, et alii beneficiati nostrae dioc. deferanti in Ecclesiis al mutias, vel birreta sine capucio: et cum dicent missas altas habeant clericum cum superpelliceo: et quolibet mense adminus barbam radant. Nullus clericus seu beneficiatus portet ultra unum palmum cugulae in caputio.».
Viage literario a las iglesias de España, Joaquín Lorenzo Villanueva

Respecto a la disciplina eclesiástica, refiere que «los eclesiásticos se rasurasen la barba al menos cada mes (quolibet mense ad minus barbam radant)» –ello induce a pensar que los clérigos descuidaban el aseo personal-; y a ciertas normas de vestimenta, como «que en la iglesia llevasen birrete y no capuz en la cabeza, y que la capuza no pasase de un palmo (nullus clericus seu beneficiatus porten ultra unum palmum cugulae in caputio)»; y que en las misas altas (cantadas) los celebrantes fueran ayudados por un clérigo con roquete. Parecen normas de poca enjundia, pero colaboraban en el bien parecer y la uniformidad de la liturgia. Asimismo se insistía en la obligatoriedad de ciertos cumplimientos canónicos, como que los clérigos debían leer diariamente el Breviario, que debía ser de propiedad personal de cada uno, hasta el punto de ordenar «que ningún clérigo sea promovido ad sacros ordines si no posee un breviario pergaminei vel papirii» –disposición séptima del «Sínodo de Castielfabib»-.--
Respecto a las prácticas religiosas musulmanas en las iglesias, destaca una disposición –sexta del Sínodo-, ordenando a los párrocos, vicarios y curados «que si en las propias iglesias los musulmanes aclamaban en voz alta la çala (sic) o el pérfido nombre de Mahoma, que lo denuncien públicamente al bayle o al alcalde correspondiente», lo que demuestra «la pervivencia de los cultos, rituales y oraciones de la población musulmana en las nuevas iglesias» –nuevas iglesias o quizá antiguas mezquitas reconvertidas en iglesias cristianas, a las que asistirían los musulmanes recientemente convertidos. Pues resulta evidente que había muchos moriscos o cristianos nuevos, los cuales se hallaban todavía apegados a sus ritos y tradiciones, hasta el punto de ser uno de los motivos que figura en el argumentario de Felipe II para solicitar al Papa la separación de ambas diócesis –hecho que tuvo lugar en 1577-: «para cuya formación religiosa y afianzamiento en la fe cristiana se requeriría la presencia de un prelado que pudiera visitar las parroquias con más frecuencia».---
Cabe destacar la creación de cuatro nuevas canonjías, «con lo que el cabildo de cada una de las catedrales –Albarracín y Segorbe- quedó constituido por cinco dignidades y cuatro canónigos»: la existencia del canónigo «obrero» se ha visto como una muestra de que se pensaban realizar obras importantes en ambas catedrales «aunque fue Segorbe quien, en este momento y a lo largo de la segunda mitad del siglo XIV se adelantó a Albarracín».---
Finalmente, respecto a la creación del oficio de «enfermero» y «sochantre», el primero encargado del mantenimiento y reparación de los objetos litúrgicos, campanas incluidas, y el segundo del coro, de gran importancia en la liturgia catedralicia; del «limosnero», encargado de todo lo relativo a las obras de caridad y hospitales y del «escolastre», responsable de la enseñanza.-
El siguiente sínodo diocesano tuvo lugar en Segorbe -el 21 de mayo de 1367-, pontificando Juan de Barcelona.

## Galería

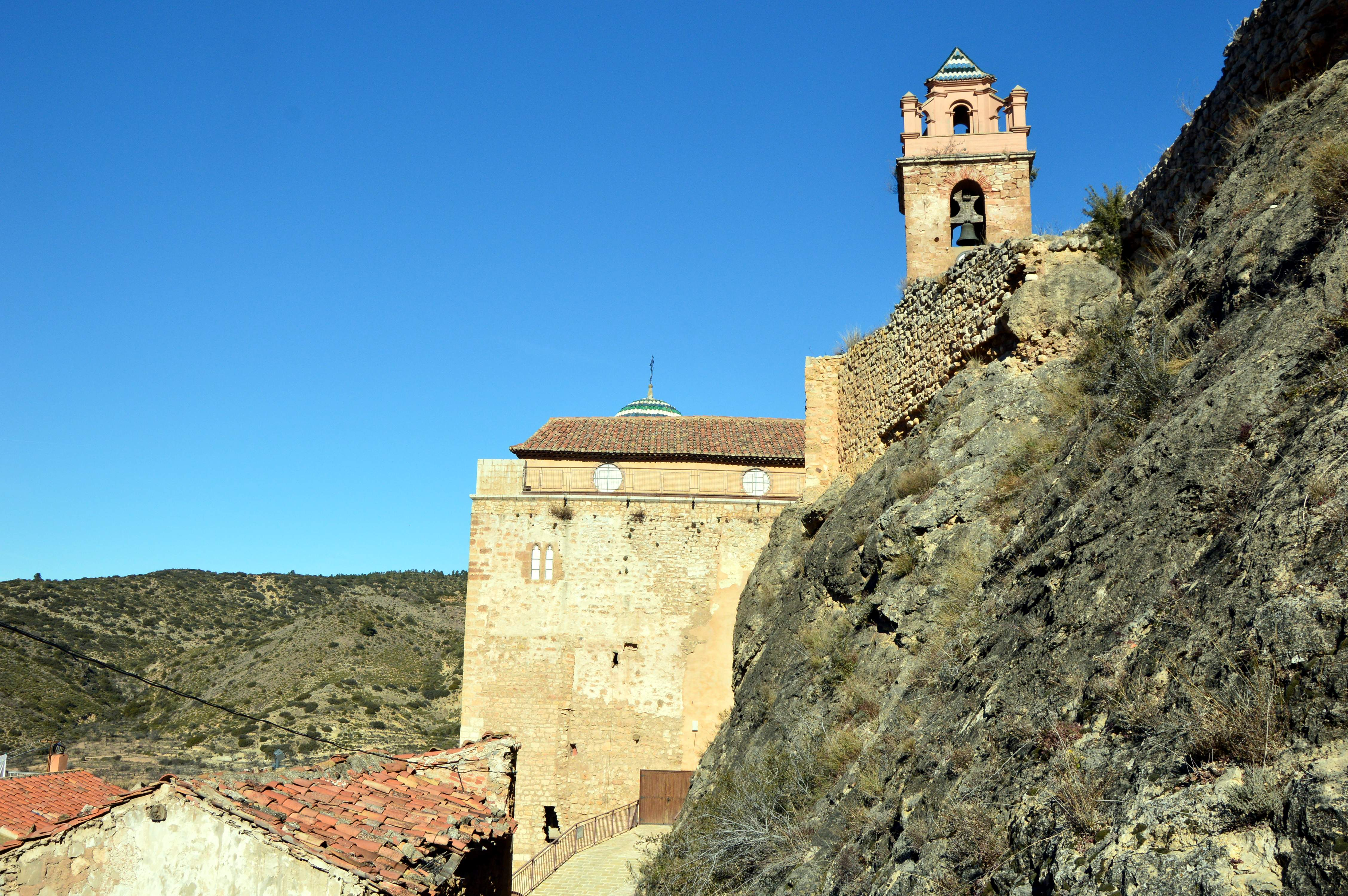
Iglesia-fortaleza y murallas de Castielfabib (2019).
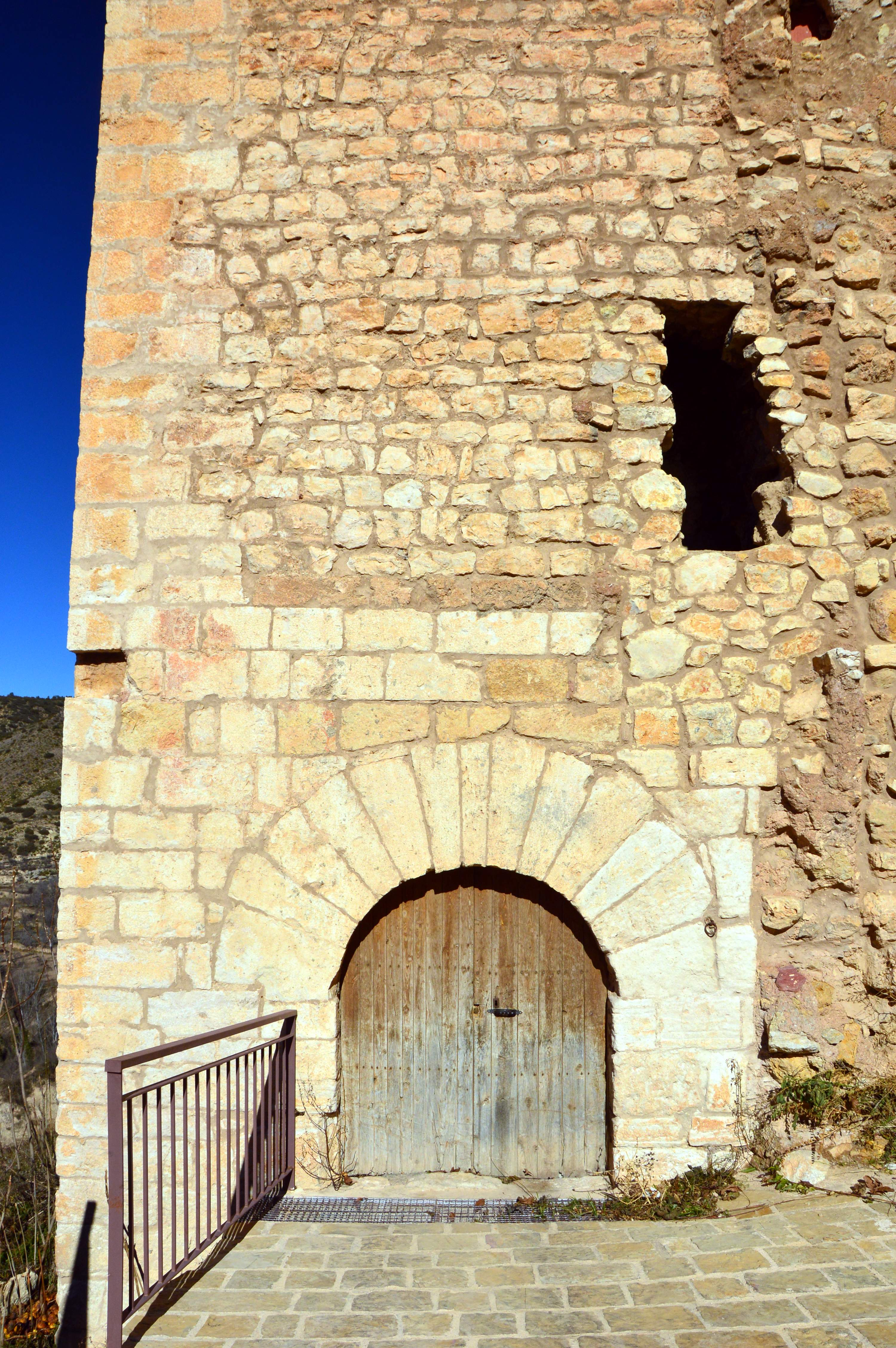
Iglesia-fortaleza y murallas de Castielfabib (2019).
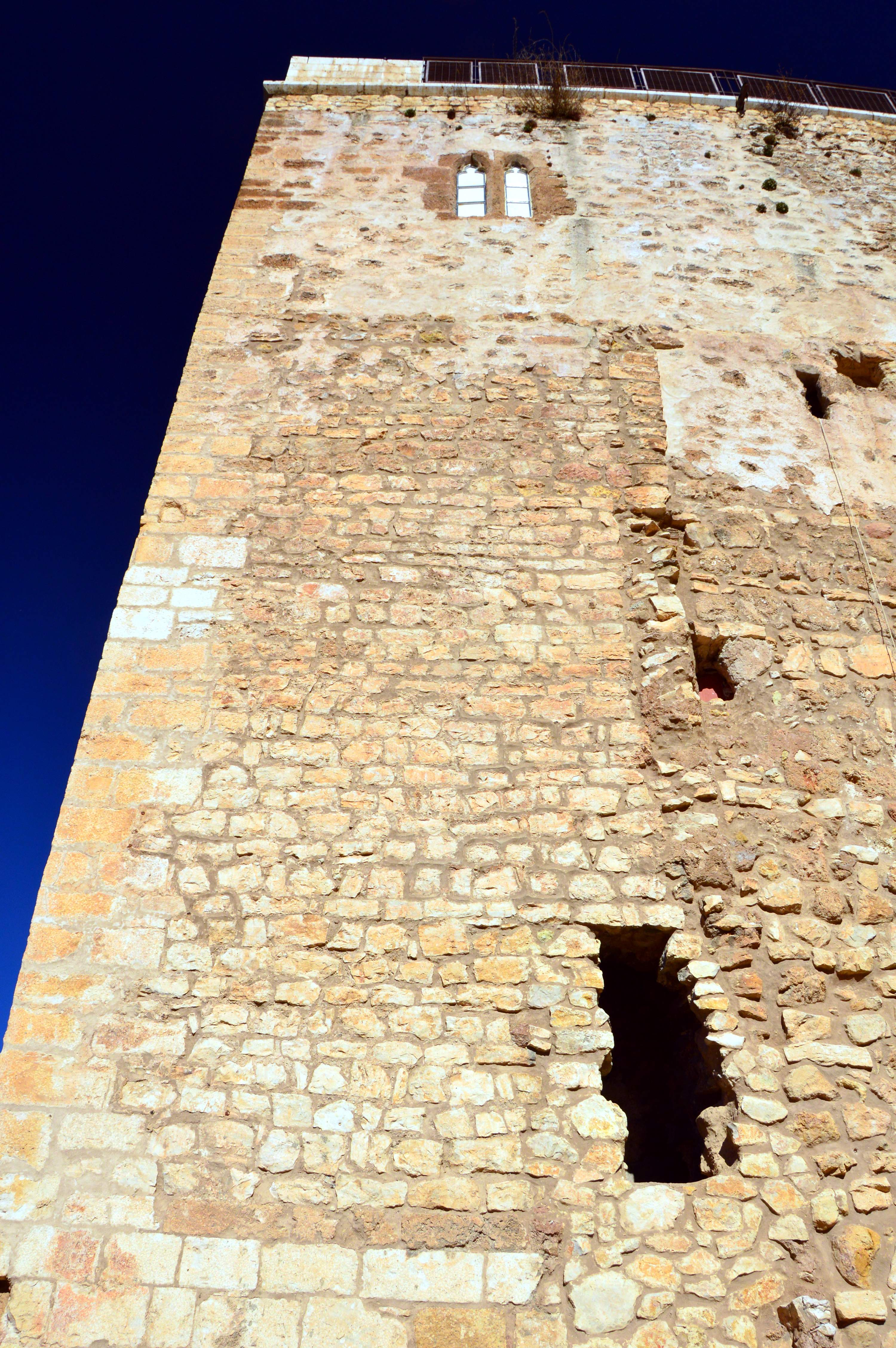
Iglesia-fortaleza y murallas de Castielfabib (2019).
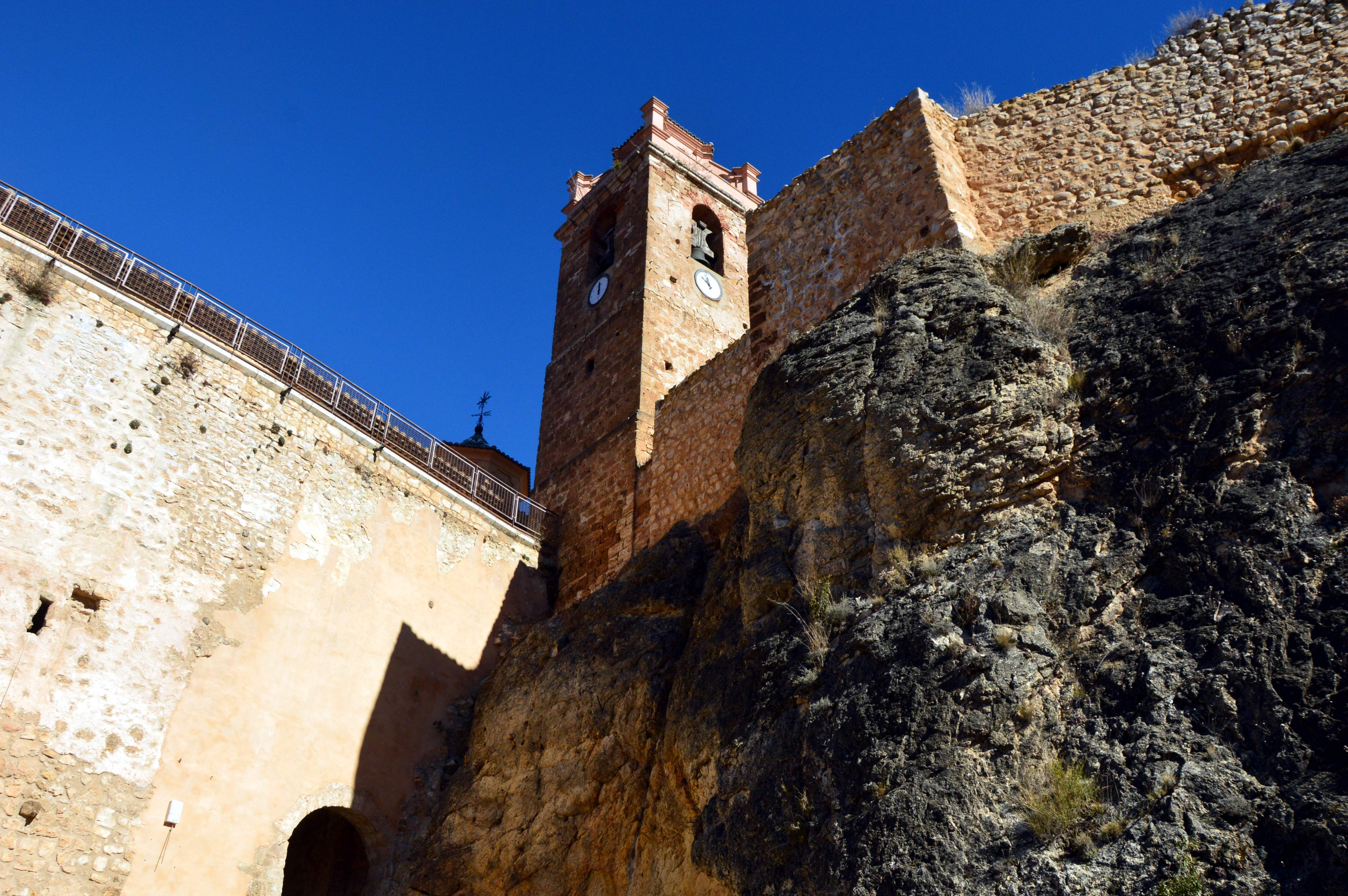
Iglesia-fortaleza y murallas de Castielfabib (2019).
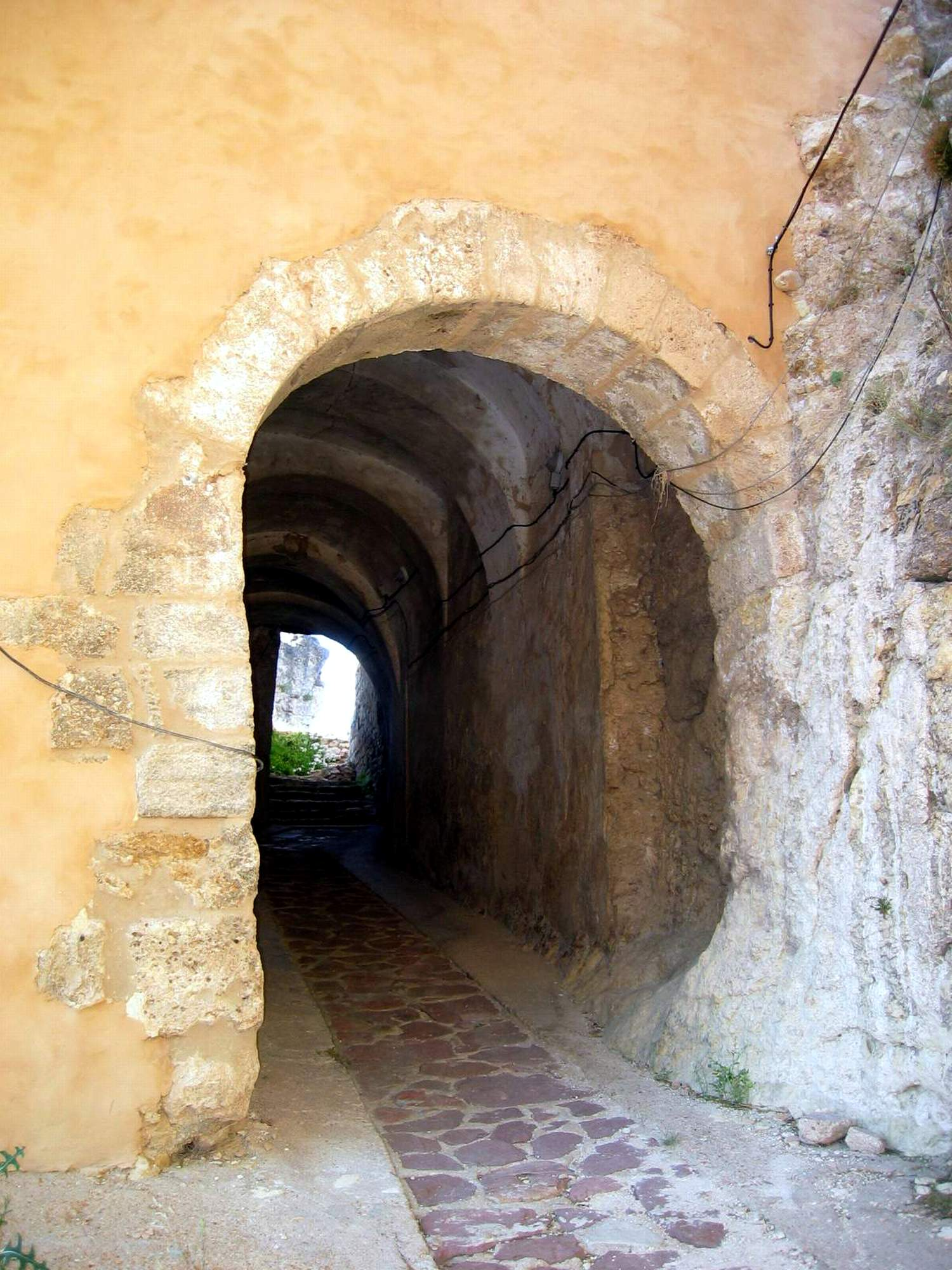
Detalle de la puerta de La Reja y acceso al Carrejón (2007).
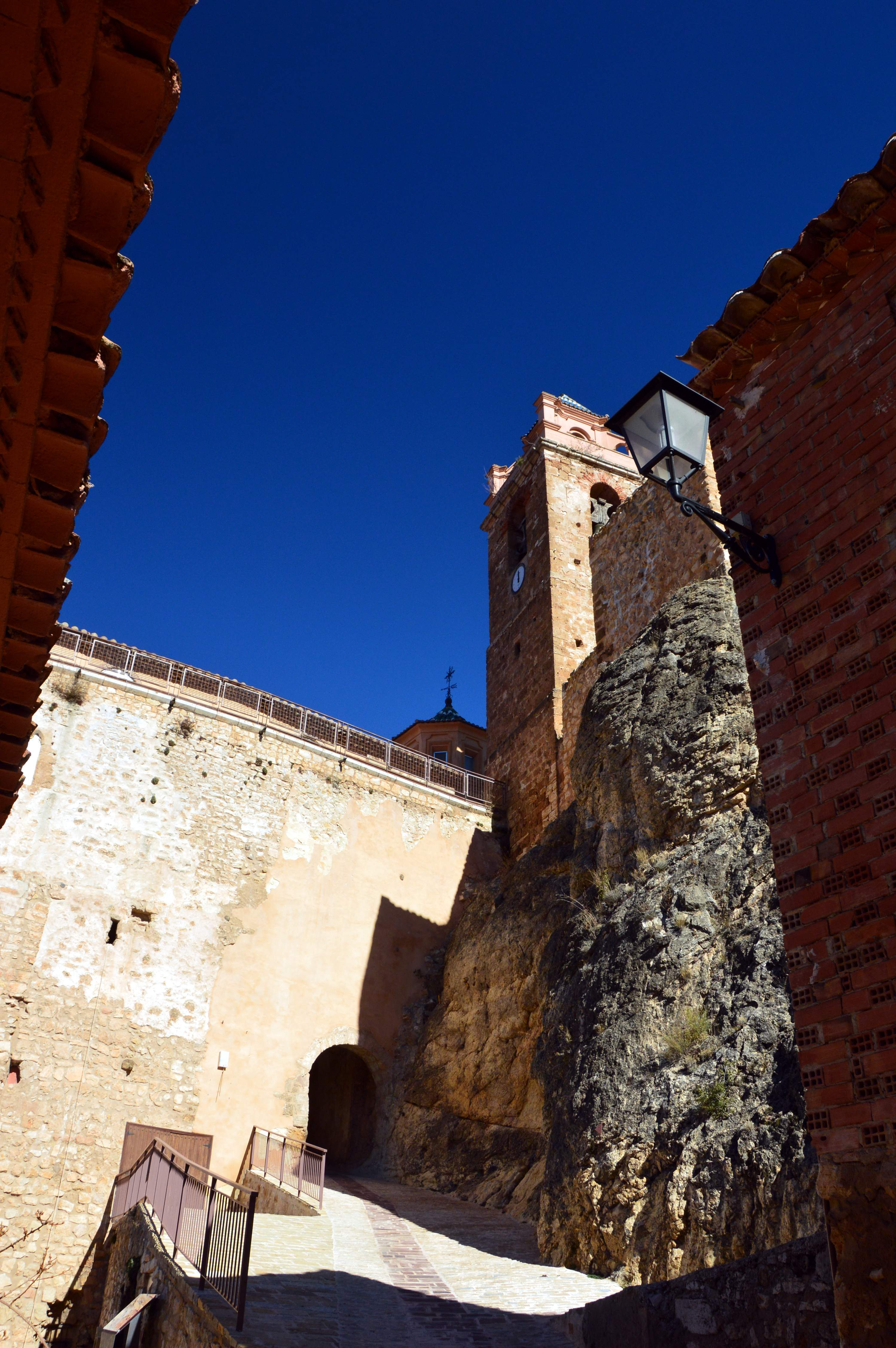
Iglesia-fortaleza y murallas de Castielfabib (2019).